# فاصم الدارة
فاصم الدارة أو قاطع الدارة أو مفتاح قطع الدارة أو فاصل الدارة (بالإنجليزية: Circuit Breaker)‏ (وجمعها القواطع الكهربائية)، هو مفتاح أمان كهربائي يعمل تلقائيٌا لحماية الدارات الكهربائية (من محركات كهربائية ووصلات منزلية وخطوط القدرة طويلة المدى وغيرها) من الضرر الناتج عن مرور تيار كهربائي عال جداً. وعلى عكس المصهر الذي يجب استبداله بعد أن يعمل لمرة واحدة، فإن القاطع يمكن إعادة ضبطه إما يدويًا أو تلقائيًا لاستعادة الوظائف الطبيعية وضمان استمرار تشغيل الدائرة. قد يمر التيار الكهربائي العالي في الدارة الكهربائية إما نتيجة عطل في الدارة أو نتيجة عامل خارجي إضافي مثل البرق.
تصنع قواطع الدارة بأحجام مختلفة، بدءًا من الأجهزة الصغيرة التي تحمي الدارات منخفضة التيار أو الأجهزة المنزلية الفردية إلى المفاتيح الكهربائية الأكبر المصممة لحماية الدارات عالية الجهد التي تغذي مدن بأكملها. الغرض الأساسي من قاطع الدارة أو المصهر هو فصل الطاقة تلقائيًا عن نظام فيه خلل، مما يوفر حماية ضد التيار الزائد. يشار إلى هذه الوظيفة بشكل عام باسم OCPD (جهاز الحماية من التيار الزائد).
يصمم كل قاطع دارة بحيث يسمح بمرور حد أقصى من التيار الكهربائي. وإذا زاد التيار الكهربائي عن هذا الحد، فإن الآلية الأوتوماتيكية داخل قاطع الدائرة، تقوم بفتح مجموعة التلامس (المفاتيح) وتوقف التيار. وتتضمن الآليات المستخدمة في فتح مجموعة التلامس، المغانط الكهربائية والنبائط الحساسة للحرارة.
عند فتح المفتاح، يقفز قوس كهربائي عبر التلامسات المفتوحة. وتستمر الكهرباء في المرور من خلال هذا القوس حتى ينطفئ. أما بالنسبة لقاطع الدارة الزيتية، فإن المفتاح يغطس في زيت فيطفئ القوس الكهربائي. وبالنسبة لقاطع الدارة الهوائي الدفع، يتم إطفاء القوس بنفخ هواء مضغوط. أما بالنسبة لقاطع الدارة بكتم القوس مغناطيسيًا، فإن ذلك يتم عن طريق انحراف الحقل المغناطيسي وكسر القوس.
ويساعد قاطع الدارة المسمى قاطع الدارة المتسرِّب الأرضي، في منع الصدمات الكهربائية. وتحدث معظم الصدمات الكهربائية، نتيجة لاستخدام الناس لتوصيلات أو معدات معينة، حيث تكون الأجزاء الفلزية المكشوفة متصلة بالكهرباء. وينتج عن لمس الفلز المكشوف مرور تيار كهربائي خلال جسم الشخص، ثم إلى الأرض. ويمكن لقاطع الدارة المتسرب الأرضي، تحديد هذا التيار المتسرب أرضيًا، ويغلق بطريقة أوتوماتيكية التيار الواصل إلى التوصيلة المعيبة. وقاطع الدارة المتسرب الأرضي، جهاز حساس صُمم للعمل مع تيارات تكون من الضعف لدرجة لا تستطيع عندها تنشيط قاطع الدارة العادي.
تكون بعض قواطع الدارات صغيرة في الحجم، مثل مفتاح الإضاءة العادي، ولكن بعضها الآخر يكون كبيرًا، في حجم المنزل الصغير ذي الطابقين. ويستطيع قاطع الدارة الكبير أن يقطع تيارات تصل إلى 100,000 أمبير عند 345,000 فولت، ويمكنها أيضًا أن تفتح الدارة في أقل من جزء واحد من ثلاثين جزءًا من الثانية، وتغلقها مرة أخرى في أقل من ثلث جزء من الثانية.

رموز لأنواع مختلفة من القواطع.

## النشأة
وُصف الشكل المبدئي من قاطع التيار من قبل توماس إديسون في براءة اختراع عام 1879، على الرغم من استخدام المصهر في نظام توزيع الطاقة له. وكان الغرض منه حماية أسلاك الإضاءة من دارات القصر وزيادة التحميل. وقاطع الدارة المصغر الحديث مماثل في الاستخدام لقاطع التيار المخترع من قبل مجموعة براون، بوفيري أند سي عام 1924. هوجو ستوتز هو مهندس ورائد القاطع الحراري المغناطيسي الحديث الذي يستخدم عادة في مراكز الأحمال المنزلية حتى يومنا هذا. الربط بين مصادر التوليد داخل الشبكة الكهربائية يتطلب تطوير لقواطع التيار بسبب ازدياد معدلات الجهد وازدياد معدلات الأمان لقطع تيار القصر الموجود بالشبكات الكهربية. مفاتيح كسر الهواء البسيطة اليدوية تنتج أقواس كهربائية خطيرة عند مقاطعة التيارات العالية، وهذا يفسح المجال أمام مفاتيح الزيت المغلقة، وأنواع متعددة أخرى تستخدم التدفق المباشر للهواء المضغوط، لمقاطعة واخماد القوس الكهربائي. في عام 1935، قاطع التيار المصمم خصيصًا لمشروع سد هوفر قام باستخدام 8 قواطع وتدفق مضغوط للزيت لمقاطعة الأخطاء حتى 2500 ميجا فولت أمبير في 3 دورات من تردد الطاقة المترددة.

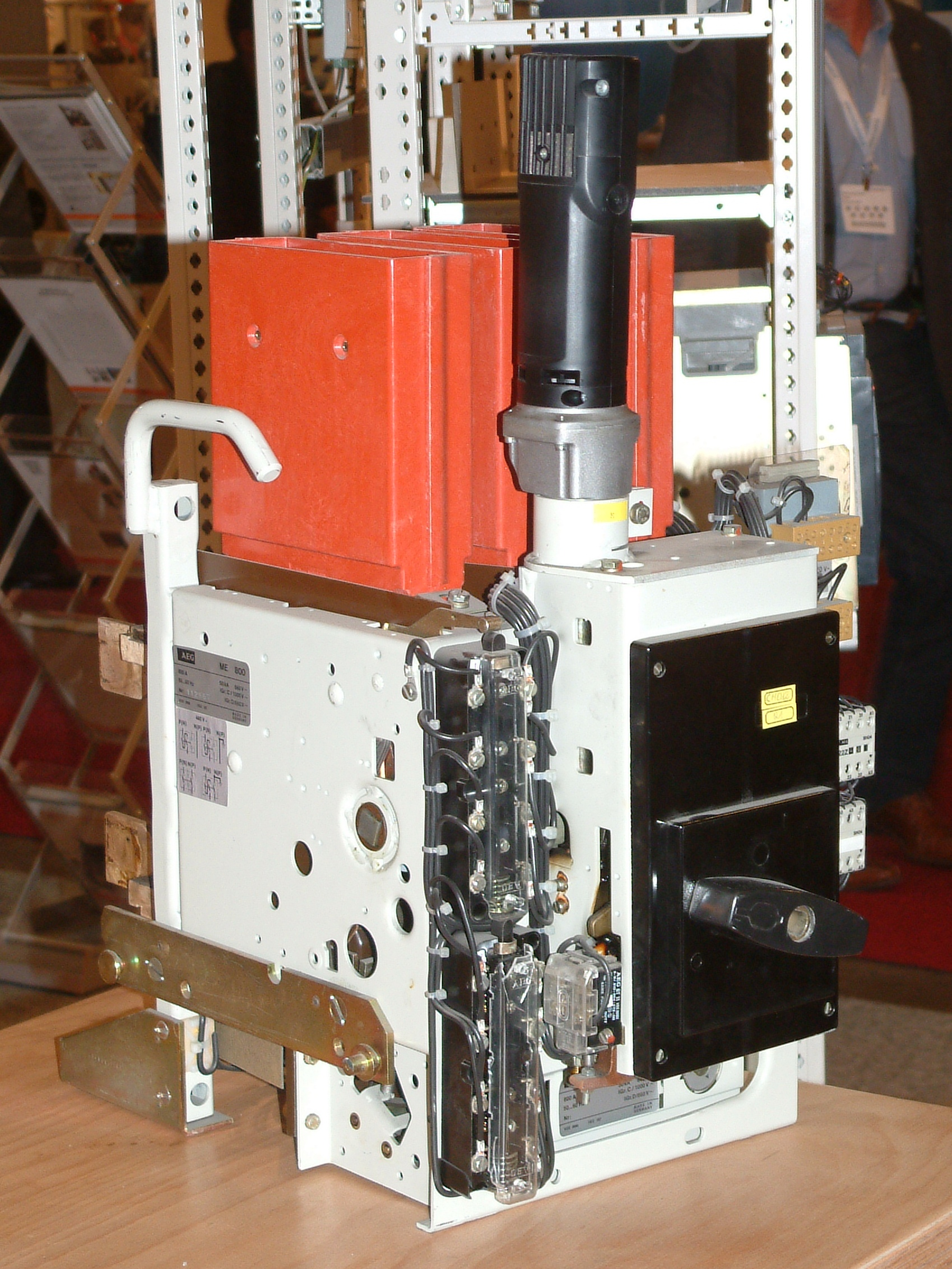
قاطع تيار هوائي يستخدم في أجهزة توزيع القدرة منخفضة الجهد.

## التشغيل
جميع أنظمة قواطع التيار تحتوي على صفات مشتركة أثناء التشغيل، على الرغم من اختلاف التفاصيل المعتمدة على تصنيف الجهد، التيار ونوع قاطع التيار.
قاطع التيار يجب أن يحدد ظروف الخطأ، فمثلًا في قاطع التيار ذو الجهد المنخفض، يتم ذلك داخل الوعاء المحتوي على القاطع. قواطع التيارات المستخدمة في التيارات الكبيرة أو الجهود العالية غالبًا يتم إلحاق مراحل حماية بها لإستشعار ظروف الخطأ وتشغيل إليه قطع الخطأ. ملف القطع الكهربائي والذي يطلق مزلاج القطع غالبًا يتم تغذيته من دارة منفصلة، كما أن بعض قواطع التيار ذات الجهود العالية تحتوي ذاتيًا على محولات تيار، مرحلات حماية ومصدر طاقة داخلي.
بمجرد تحديد الخطأ، تقوم أطراف التلامس لقاطع التيار بالفتح لقطع الدائرة. وتستخدم بعض الطاقة المخزنة داخليًا بالقاطع (باستخدام الهواء المضغوط أو الياي) لفصل أطراف التلامس، بالرغم من أن بعض الطاقة المخزنة قد تكون ناتجة من تيار الخطأ نفسه. تعمل قواطع التيار الصغيرة يدويًا، الوحدات الأكبر تحتوي على ملفات كهربائية لقطع الخطأ ومحركات كهربائية لإعادة الطاقة إلى الياي.

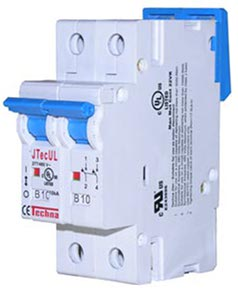
قاطع دارات

يجب أن تحمل أطراف التلامس لقاطع التيار تيار الحمل بدون حرارة عالية، كما يجب أن تتحمل حرارة القوس الكهربائي المتكون عند قطع الدارة الكهربائية. تصنع أطراف التلامس من الفضة أو سبائك الذهب، سبائك الفضة، سبائك النحاس أو مواد أخرى جيدة التوصيل. العمر الافتراضي لأطراف التلامس يحدد بتآكل مادة التلامس نتيجة القوس الكهربائي عند قطع التيار. قاطع التيار الصغير أو المصبوب يتم التخلص منه بمجرد تآكل أطراف التلامس بينما قواطع دارات الطاقة وقواطع التيار ذو الجهد العالي يتم استبدال أطراف تلامسهم.
عند قطع التيار، يتولد قوس كهربائي وبالتالي فإن الثغرة الهوائية بين أطراف التلامس يمكن تحملها للجهد في الدارة الكهربائية. تستخدم قواطع التيار الفراغ، الهواء، الغاز المعزول أو الزيت كوسط يتكون القوس الكهربائي به. وتستخدم العديد من الطرق للحد من القوس الكهربائي وتشمل:
- تطويل / انحراف القوس الكهربائي.
- التبريد الشامل (في غرف الطائرة).
- التقسيم إلى أقواس جزئية.
- التبريد لدرجة الصفر (تنفتح أطراف التلامس عندما يكون زمن التيار بصفر وتمر الموجة المترددة، وينقطع تيار اللاحمل عند زمن الفتح. وتردد عبور الموجة عند الصفر يساوي مرتين من تردد الخط، ويساوي 100 مرة لكل ثانية عند 5 هرتز و120 مرة عند 60 هرتز).
- توصيل المكثفات على التوازي مع أطراف التلامس في دارات التيار المستمر.

وأخيرا، بمجرد إزالة الخطأ، يتم غلق أطراف التلامس مرة أخرى لإعادة الطاقة للدارة المفصولة.

## إخماد القوس الكهربائي
قاطع التيار الصغير ذو الجهد المنخفض يستخدم الهواء فقط لإخماد القوس الكهربائي. تحتوي قواطع التيار هذه على ما يسمى المزالق، وهي عبارة عن مجموعة من الأسطح المعدنية المعزولة والمتوازية والتي تفرق وتبرد القوس الكهربائي. وبتفريق القوس الكهربائي إلى أقواس كهربائية صغيرة، يتم تبريد القوس الكهربائي ويزداد جهد القوس ويعمل كمعاوقة إضافية والتي تحد من التيار خلال قاطع التيار. الأجزاء الحاملة للتيار بالقرب من أطراف التلامس توفر انحراف سهل للقوس الكهربائي عن طريق القوة المغناطيسية بمسار التيار، بالرغم من قدرة الملفات المغناطيسية أو الملفات الدائمة على انحراف القوس الكهربائي (تستخدم في قواطع التيار ذات المعدلات العالية). وعدد الأسطح يعتمد على معدل تيار القصر أو الجهد المقنن لقاطع التيار.
في المعدلات العليا، تعتمد قواطع التيار التي تستخدم الزيت على تبخر بعض الزيت عند قطع القوس الكهربائي.
قواطع التيار الغازية (عادة سداسي فلوريد الكبريت) تقوم بمد القوس الكهربائي باستخدام المجال المغناطيسي، ومن ثم تعتمد على شدة العزل لغاز سداسي فلوريد الكبريت لإطفاء القوس الممتد.
قواطع التيار التي تعتمد على الفراغ تحتوي على أقواس كهربائية صغيرة (لأنه لا يوجد أي شيء صالح للتأين إلا المادة الموصلة)، لذلك يتم إطفاء القوس الكهربائي عندما يتم بدرجة صغيرة جدًا (أقل من 2 – 3 ميللي متر). تستخدم قواطع التيار التي تعتمد على الفراغ في صندوق السرعة ذو الجهد المتوسط والذي يبلغ جهده 38000 فولت.
قواطع التيار الهوائية تستخدم الهواء المضغوط لإخماد القوس الكهربائي، أو بطريقة أخرى، تتحول أطراف التلامس إلى غرفة مغلقة صغيرة، والهواء الهارب يقوم بإخماد القوس الكهربائي.
قواطع غالبًا تكون قادرة على إخماد جميع التيارات بسرعة جدًا، وعادة يتم إخماد القوس الكهربائي بين 30 ميللي ثانية بعد عمل إليه القطع، وتعتمد على عمر وتصميم الجهاز. وتعتمد قيمة أقصى تيار والطاقة المارة على جودة قواطع التيار.

## تيار القصر
يتم تصنيف قواطع التيار بالتيار العادي المتوقع أن يحمل، وأقصى تيار قصر يمكن أن يقطع. والشكل الأخير يوضح سعة قطع التيار (AIC) لقاطع التيار.

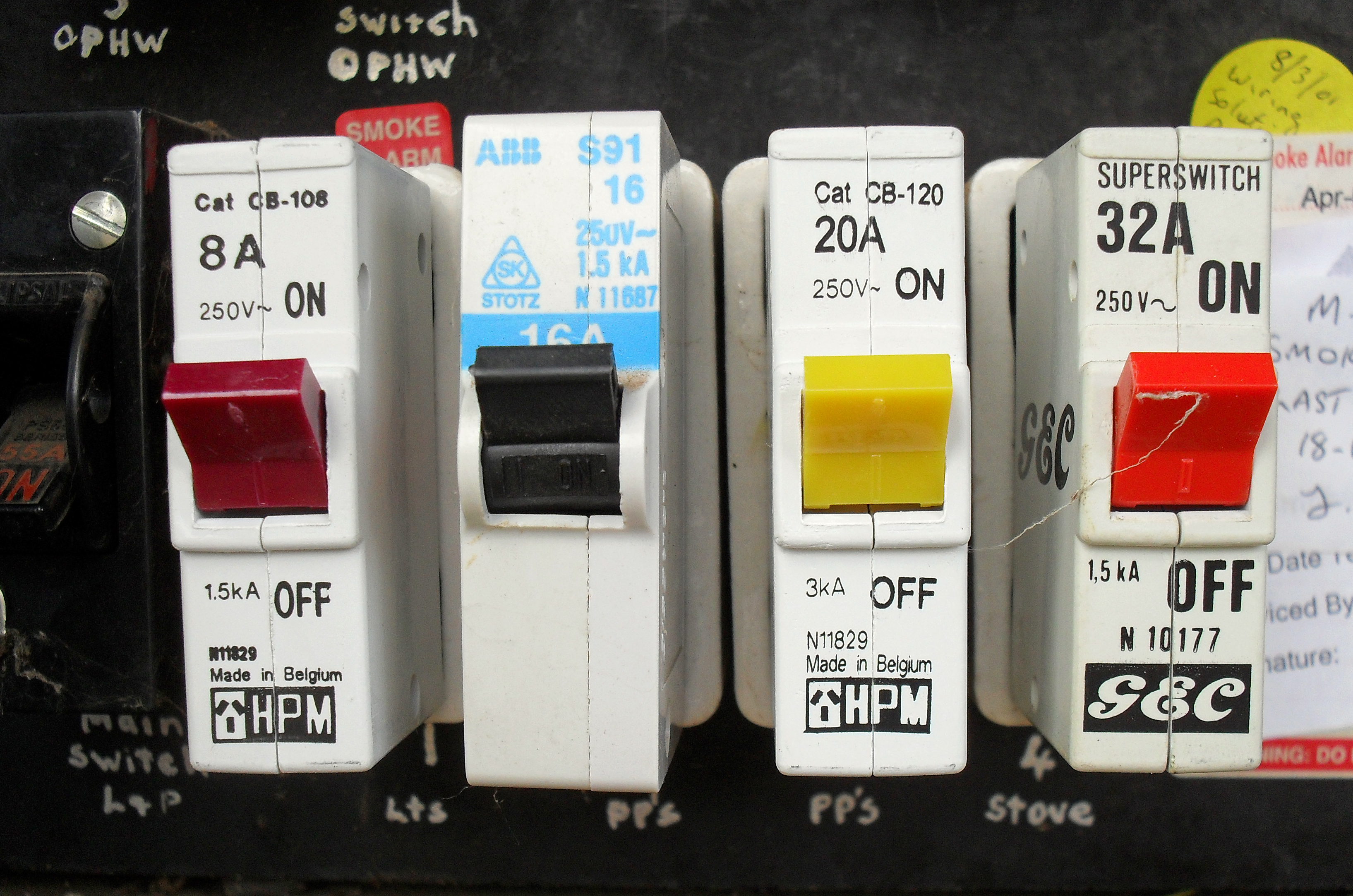
أربعة قواطع تيار صغيرة أحادية الطور.

تحت ظروف دارات القصر، فإن أقصى تيار قصر يمكن حسابه يمكن أن يكون مرات عديدة من التيار العادي، أو التيار المقنن للدارة الكهربائية. عندما تفتح أطراف التلامس الكهربائية لمقاطعة تيار كبير، فإنه يتواجد احتمالية لحدوث قوس كهربائي بين الأطراف المفتوحة، والتي تسمح للتيار بأن يستمر. وهذا الحدث يمكن أن يخلق غازات متأينة وموصلة ومعادن منصهرة أو متبخرة، والتي يمكن أن تسمح بإستمرار القوس الكهربائي، أو خلق دارات قصر إضافية، ناتجة من انفجار قاطع التيار والمعدة التي تم تركيبه بها. وعلاوة على ذلك، فإن قاطع التيار يقوم بدمج خصائص عديدة لتفريق وإخماد القوس الكهربائي.
يتم تحديد أقصى تيار قصر يمكن أن يقطعه قاطع التيار عن طريق الاختبار. تطبيقات القاطع في الدارة مع احتمالية وجود تيار قصر أعلى من سعة القطع للقاطع يمكن أن يتسبب في فشل قاطع التيار في قطع الخطأ. أسوأ مشهد ممكن بأن ينجح قاطع التيار في قطع الخطأ ولكن عند عمل إعادة بدأ ينفجر.
يتحمل قاطع التيار المنزلي التقليدي تيار قصر قدره 10 كيلو أمبير.
قواطع التيار الصغيرة تستخدم لحماية دارات التحكم أو الأجهزة الصغيرة التي تحتوي على سعة قطع غير كافية، ويطلق على قواطع التيار تلك «حماة الدارة التكميلية» لتمييزهم عن قواطع التيار المستخدمة في التوزيع.

## معدلات التيار المعياري
يتم تصميم قواطع التيار بأحجام معيارية مختلفة، وباستخدام نظام الأرقام المفضلة لتغطية مدى واسع من المعدلات. وتحتوي قواطع التيار الصغيرة على اعدادات قطع ثابتة، وتغيير قيمة تيار التشغيل يتطلب تغيير في قاطع التيار بأكمله. وقواطع التيار الكبيرة تحتوي على اعدادات قطع معدلة، حيث تسمح للعناصر المتحدة بأن تعمل لكن بإعدادت تهدف إلى تحسين الحماية. على سبيل المثال، قاطع التيار ذو 400 أمبير يمكن أن تكون إعدادات زيادة التيار مصممة حتى 300 أمبير فقط، لحماية كابل التغذية.

العلاقة بين زمن القطع والتيار المقنن.

المعايير العالمية (IEC 60898-1)، والمعايير الأوروبية (EN 60898-1) قامت بتعريف التيار الكامل لقاطع التيار المستخدم في تطبيقات توزيع الجهد المنخفض على أنه أقصى تيار يمكن للقاطع أن يحمله بانتظام (في درجة الحرارة المحيطة 30 درجة سيلزيوس). القيم المفضلة والمتاحة للتيار الكامل هي 6 أمبير، 10 أمبير، 13 أمبير، 16 أمبير، 20 أمبير، 25 أمبير، 32 أمبير، 40 أمبير، 50 أمبير، 63 أمبير، 80 أمبير، 100 أمبير  و 125 أمبير (شبيهة لمتسلسلة رينارد ولكنها تستخدم 6 ، 13 و 32 بدلا من 6.3 ، 12.5 و 31.5). يتم تصنيف قاطع التيار بالتيار الكامل وبوحدة الأمبير، ولكن يتم تبديل الرمز (A) بالرموز (B , C أو D ) والتي تشير إلى تيار القطع اللحظي، وهذه هي القيمة الأقل للتيار والتي تجعل قاطع التيار يقوم بالقطع بدون تأخير زمني ( خلال 100 ميللي ثانية) ويعبر عنه بالرمز (In).
| النوع | تيار القطع اللحظي |
| ----- | --- |
| B     | فوق 3In |
| C     | فوق 5In إلى 10In |
| D     | فوق 10In إلى 20In |
| K     | فوق 8In إلى 12In لحماية الأحمال التي تسبب فترة زمنية قصيرة ترددية ( تقريبا 400 ميللى ثانية إلى 2 ثانية ) لقمم التيار أثناء التشغيل العادي.  |
| Z     | فوق 2In إلى 3In للفترات الزمنية ذات حدود عشرات من الثواني. لحماية الأحمال مثل أجهزة أشباه الموصلات أو دارات القياس التي تستخدم محولات تيار. |

يتم تصنيف قاطع التيار أيضا بأقصى تيار خطأ يمكن أن يقطع، وهذا يسمح لإستخدام أجهزة أكثر اقتصادية في الأنظمة مثل نظام توزيع اقتصادي كبير.
في الولايات المتحدة الأمريكية، تقوم منظمات السلامة (UL) بالسماح لتصنيف المعدات، ويسمى التصنيف التسلسلي (أو تصنيف المعدة المتقدم) بالنسبة لقواطع التيار التي تستخدم في المباني، قواطع دارة القدرة وقواطع التيار عالية الجهد التي تستخدم في الأنظمة الصناعية والكهربائية والتي يتم تصميمها واختبارها من قبل جمعية مهندسي الكهرباء والإلكترونيات والمعهد القومي الأمريكي للقياس.

## أنواع قواطع التيار

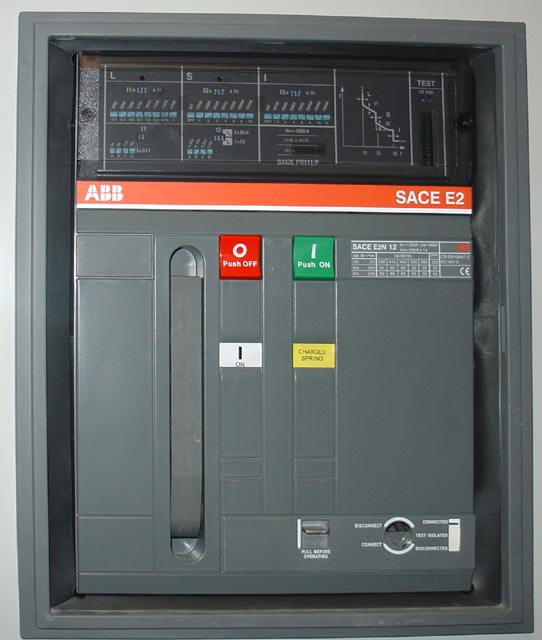
وحدة قاطع تيار بقيمة 1250 أمبير مصنعة بواسطة شركة ABB. خصائص القطع موضحة على الوجه الأمامي للوحدة.

هناك العديد من تصنيفات قواطع التيار، وتبنى على خصائصهم مثل تصنيف الجهد، نوع البناء، نوع القطع وخصائص إنشائية.

### قاطع التيار منخفض الجهد
الأنواع منخفضة الجهد (أقل من 1000 VAC) شائعة في التطبيقات المنزلية، التجارية والصناعية وتشمل:
- قاطع التيار المصغر (MCB) والذي تياره الكامل لا يتعدى 100 أمبير. وخصائص القطع عادة تكون غير مظبوطة أو مهيأة ويشمل عمليات حرارية أو عمليات مغناطيسية حرارية.

هناك 3 أنواع رئيسية لقاطع التيار منخفض الجهد:
1. النوع B يقطع ما بين 3 إلى 5 مرات من تيار الحمل الكامل.
2. النوع C يقطع ما بين 5إلى 10 مرة من تيار الحمل الكامل.
3. النوع D يقطع ما بين 10 إلى 20 مرة من تيار الحمل الكامل.

في المملكة المتحدة فإن كل قواطع التيار منخفضة الجهد يتم اختيارهم طبقا لـ BS 7671.
- التيارالكامل لقاطع التيار المصبوب يصل إلى 2500 أمبير. والتشغيل به يكون حراري أو مغناطيسي حراري. ويتم ظبط تيار القطع في المعدلات العالية.
- قاطع التيار منخفض الجهد يكون متعدد المستويات في لوحات توزيع الجهد المنخفض.

تعطى خصائص قواطع الدارة منخفضة الجهد بالمعايير العالمية مثل IEC 947. ويتم تركيب قاطع التيار غالبا بحيث يمكن إزالته بدون تفكيك المعدة.
قواطع التيار الكبيرة منخفضة الجهد يمكن أن تحتوي على مشغلي المحرك الكهربائي لكى يستطيعوا الفتح والغلق عن طريق التحكم عن بعد. وهذا يمكن أن يشكل جزء من نظام مفاتيح نقل أوتوماتيكية للطاقة.
قواطع التيار منخفضة الجهد تصنع أيضا من تطبيقات التيار المستمر، مثل استخدامها في الطرق السريعة. والتيار المستمر يحتاج إلى قواطع خاصة لأن القوس الكهربائي يكون مستمر على عكس القوس الكهربائي للتيار المتردد، والذي يتم اخماده كل نصف دورة. ويحتوي قاطع التيار المستمر على ملفات تقوم بتوليد مجال مغناطيسي والتي تقوم سريعا بمد القوس الكهربائي. قاطع التيار الصغير يتم تركيبه مباشرة داخل المعدة أو في وحدة القطع.
قاطع التيار المغناطيسي الحراري الصغير هو أكثر الأشكال شيوعا في وحدات الإستهلاك المنزلية ووحدات التوزيع الكهربائية التجارية. ويشمل التصميم الأتي:

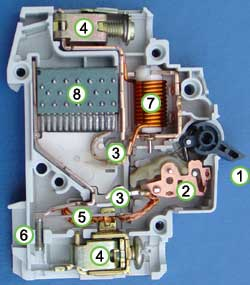
التركيب الداخلي لقاطع التيار.

1. رافعة مشغل ميكانيكي وتستخدم في قطع واعادة توصيل الدارة الكهربائية يدويا. وأيضا الإشارة إلى حالة قاطع التيار.
2. إليه المشغل الميكانيكي والتي تقوم بدفع أطراف التلامس على التجمع أو الابتعاد عن بعضها.
3. مفاتيح تسمح بمرور التيار عند الإتصال أو بقطعه عند الانفصال.
4. أطراف التلامس.
5. شريط ثنائي المعدن يفصل أطراف التلامس في فترة زمنية وجيزة.
6. مرود المعايرة ويسمح للشركة المصنعة بظبط تيار القطع للجهاز.
7. ملف كهربائي يفصل أطراف التلامس بسرعة عند التعرض لتيارات عالية.
8. مفرق (مقسم) القوس الكهربائي.

### قاطع التيار المغناطيسي
يستخدم قاطع التيار المغناطيسي ملف كهربائي بحيث تزيد قوة الدفع بزيادة التيار. وتقوم معظم التصميمات بتوحيد القوى الكهرومغناطيسية للملف الكهربائي. ويتم غلق أطراف التلامس لقاطع التيار عن طريق مفتاح. وبمجرد زيادة التيار في الملف عن التيار الكامل، فإن الملف يدفع المفتاح الذي يسمح لأطراف التلامس بالفتح عن طريق ياي. بعض قواطع التيار المغناطيسية تحتوي على تأخير زمني باستخدام سائل لزج. فعندما يزداد التيار فإن سرعة الملف تقل بسبب لزوجة السائل وبالتالي يحدث تأخير زمني. وهذا يسمح بعدم تكون شرر بجانب التشغيل الطبيعي عند بدأ عمل المحرك وتنشيط الآلة. وتؤثر درجة الحرارة المحيطة على التأخير الزمني ولكنها لا تؤثر على التيار الكامل لقاطع التيار المغناطيسي.

### قاطع التيار المغناطيسي الحراري
قواطع التيار المغناطيسية الحرارية والتي توجد في لوحات التوزيع الكهربائية وتدمج التقنيات مع الاستجابة الكهرومغناطيسية اللحظية للزيادات الضخمة في التيار (دارات قصر). ويوفر الجزء الحراري لقاطع التيار استجابة عكسية زمنية، والتي تقوم بقطع التيارات العالية بسرعة وتسمح بزيادة تحميل قليلة.وفي التيارات العالية جدا أثناء حدوث دارات قصر، فإن الجزء المغناطيسي يقطع التيار بدون حدوث تأخير زمني إضافي.

### قاطع التيار الشائع

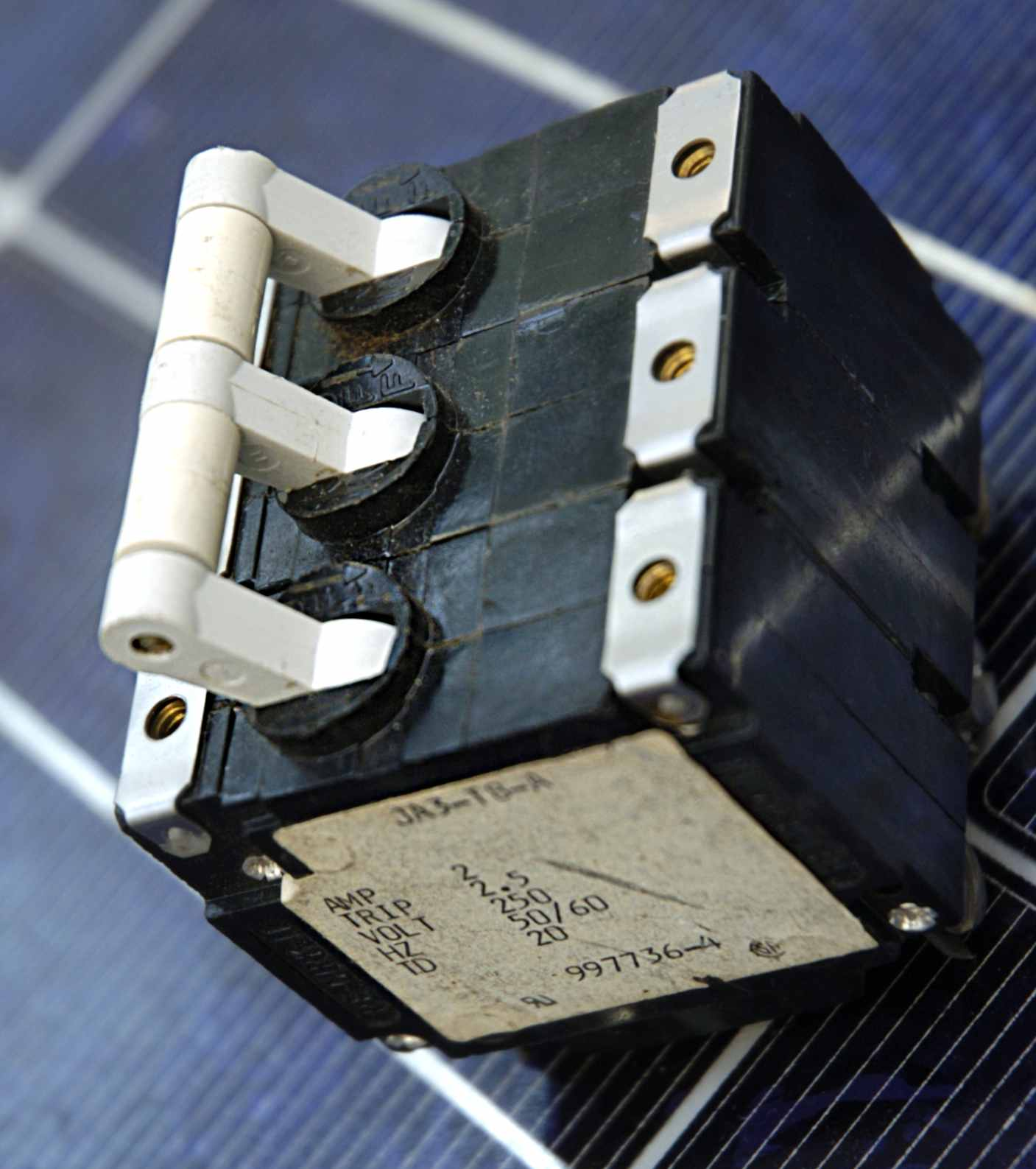
قاطع ذو 3 اطوار يستخدم لتغذية أو فصل حمل يعمل على تيار ثلاث اطوار.

عند امداد فرع بالدارة الكهربائية بأكثر من موصل نشط، فإن كل موصل نشط يجب أن يتم حمايته بواسطة قاطع. ولضمان أن جميع الموصلات النشطة مقطوعة، فإننا نستخدم قاطع التيار الشائع. ويمكن أن يحتوي على أليتان أو ثلاثة للقطع خلال مرحلة واحدة أو في القواطع الصغيرة، ويمكن ربط خطوط التيار المستخدمة في القطع معا. ويعتبر قاطع التيار الشائع ذو خطين من الأجهزة المعروفة بأنظمة الجهد 120 فولت / 240 فولت.
يستخدم قاطع التيار ذو خطين أو 4 خط عندما نحتاج إلى فصل فازات متعددة للتيار المتردد، أو فصل السلك المتعادل لضمان أنه لا يوجد تيار متدفق خلال السلك المتعادل من أي حمل آخر متصل بالشبكة الكهربائية عندما يكون العمال ملامسين للسلك المتعادل أثناء الصيانة.

### قاطع التيار متوسط الجهد
يستخدم قاطع التيار متوسط الجهد في الجهود بين 1 إلى 72 كيلو فولت ويمكن أن تكون مكوناته متجمعة معا عند الاستخدام الداخلي أو متفرقة عند الاستخدام الخارجى في محطة التوزيع.تستبدل الوحدات المملوءة بالزيت داخل قواطع تيار كسر الهواء في التطبيقات الداخلية، ولكن في الوقت الحالي فإنه يتم استبدالهم بقواطع الدارة التي تستخدم الفراغ كوسط عازل (حتى جهود تصل إلى 40.5 كيلو فولت). مثل قواطع التيار عالية الجهد، فإنها تعمل بمرحل حماية مستشعر للتيار داخل محولات التيار.وتعطى خصائص القواطع منخفضة الجهد بواسطة المعايير العالمية مثل IEC 62271. تستخدم قواطع التيار منخفضة الجهد مستشعرات تيار منفصلة ومرحلات حماية، بدلا من مستشعرات زيادة التيار المغناطيسية أو الحرارية.
يمكن تصنيف قواطع التيار منخفضة الجهد على حسب الوسط المستخدم لإطفاء القوس الكهربائي:
- قواطع تيار تستخدم الفراغ والتيار المقنن لها 6.300 أمبير وأعلى بالنسبة لقواطع تيار المولد. هذه القواطع تقطع التيار بإخماد القوس الكهربائي داخل حاوية فارغة. ويتم تصميمها لعمر افتراضي أكبر حيث تكون المسافة الفاصلة بين نقاط التلامس من 6 إلى 10 ملم. ويتم إلحاق تلك القواطع بجهود تصل إلى 40.5 كيلو فولت [12]، والتي تتوافق بصعوبة مع مدى الجهود المتوسطة بأنظمة الطاقة. وتنوي قواطع التيار المستخدمة للفراغ بأن يكون لها عمر افتراضي كبير بتعديل قواطع التيار التي تستخدم الهواء كوسط عازل.
- قواطع تيار تستخدم الهواء والتيار المقنن لها 6.300 أمبير أعلى بالنسبة لقواطع تيار المولد. ويتم ظبط خصائص القطع بحيث تشمل عقبات وتأخيرات قطع معروفة. وعادة يتم التحكم بعا إلكترونيا، بالرغم من أن بعض النماذج يتم التحكم فيها بواسطة معالج دقيق داخل وحدة قطع إلكترونية متكاملة. وغالبا تستخدم في توزيع الطاقة داخل المحطات الصناعية الكبرى، حيث تصمم القواطع لشد الإطار المحيط بها لتسهيل الصيانة.
- قاطع التيار الذي يستخدم غاز سداسي فلوريد الكبريت يقوم بإخماد القوس الكهربائي داخل غرفة مملوءة بغاز سداسي فلوريد الكبريت.

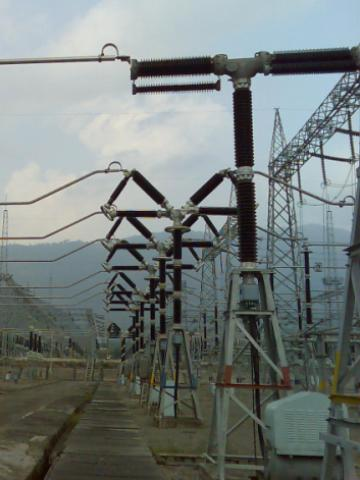
قاطع تيار سداسي فلوريد الكبريت.

### قاطع التيار عالي الجهد
يتم حماية شبكات النقل الكهربائي باستخدام قاطع تيار عالي الجهد. ويعتبر الجهد عاليا عندما يتجاوز 72.5 كيلو فولت. ويتم تصنيف قواطع الجهد العالي عن طريق الوسط المستخدم لإطفاء الشرارة وتشمل:
- النفط المنقول
- الهواء المضغوط
- الفراغ
- غاز سداسي فلوريد الكبريت
- غاز ثاني أكسيد الكربون

وتستخدم معظم القواطع الحديثة غاز سداسي فلوريد الكبريت لإخماد القوس الكهربائي نظرا للتكلفة والظروف البيئية.
يمكن تصنيف قاطع التيار كخزان نشط، حيث أن الإطار المحتوي على إليه القطع يكون معرض لجهد الخط، أو كخزان غير نشط حيث أن الإطار يكون مؤرض. قواطع تيار الجهد العالي المتردد تصل جهودها عادة إلى 765 كيلو فولت. وتم إنشاء قواطع بجهد 1200 كيلو فولت بواسطة شركة سيمنز في نوفمبر عام 2011 ، وتلتها شركة ABB في أبريل بالعام التالي.
يمكن لقواطع التيار عالية الجهد المستخدمة في نظم النقل السماح تيار أحادي في خط ثلاثي الطور بأن يفصل، بدلا من فصل الثلاثة أقطاب كلهم، حيث تستخدم هذه الطريقة في بعض أنواع الأخطاء لتحسين استقرار النظام واعتماديته.
لا تزال قواطع تيار الجهد العالي المستمر فرع من فروع بحث عام 2015. وتعتبر بعض القواطع مفيدة في ربط خطوط نقل تيار الجهد العالي المستمر.

### قاطع تيار سداسي فلوريد الكبريت
يستخدم قاطع تيار سداسي فلوريد الكبريت أطراف التلامس محاطة بغاز سداسي فلوريد الكبريت لإخماد القوس الكهربائي. ويستخدم غالبا في محطات النقل. في الظروف الجوية الباردة، يتطلب حرارة إضافية في قواطع التيار لتمييع غاز سداسي فلوريد الكبريت.

### قاطع تيار فاصل
تم إنتاج قاطع التيار الفاصل (DCB) عام 2000  ويعتبر قاطع تيار عالي الجهد تم نمذجته بعد قاطع غاز سداسي فلوريد الكبريت. ويمثل حل تقليدي حيث يتم تركيب أداة القطع داخل غرفة القطع، وبالتالي لم يعد هناك حاجة لقواطع منفصلة. وهذا يؤدي إلى زيادة الاعتمادية، وتحتاج مفاتيح فصل الهواء المطلق إلى صيانة دورية كل 2 إلى 6 سنوات، بينما قواطع الدارة الحديثة تحتاج إلى فترات صيانة كل 15 عام. يتم استخدام قاطع التيار الفاصل أيضا لتقليل متطلبات المساحة داخل محطة التوزيع، وزيادة الاعتمادية، بسبب نقص القواطع المنفصلة.
يتم استخدام مستشعر تيار ضوئي متكامل مع قاطع التيار الفاصل لتقليل المساحة المطلوبة من محطة التوزيع، وأيضا لتبسيط تصميم وهندسة المحطة. ويقوم مستشعر التيار الضوئي المتكامل مع قاطع التيار الفاصل ذا الجهد 420 كيلو فولت بتقليل بصمة محطة التوزيع للنصف بالمقارنة مع الحل التقليدي باستخدام القواطع النشطة مع محولات التيار، بسبب نقص المادة وعدم وجود وسط عازل إضافي.

### قاطع تيار ثاني أكسيد الكربون
في عام 2012، قامت شركة ABB بإنتاج قاطع جهد عالي بجهد 75 كيلو فولت حيث يستخدم غاز ثاني أكسيد الكربون كوسط عازل لإخماد القوس الكهربائي. ويعمل قاطع تيار ثاني أكسيد الكربون بنفس مبادئ قاطع تيار سداسي فلوريد الكبريت ويمكن انتاجه أيضا كقاطع تيار فاصل. وبالتبديل بين غاز سداسي فلوريد الكبريت وغاز ثاني أكسيد الكربون، فإنه من المحتمل تقليل انبعاثات غاز ثاني أكسيد الكربون بمقدار 10 طن أثناء دورة عمر المنتج.

## قواطع أخرى
تستخدم أنواع أخرى من القواطع للحماية من الأخطاء الأرضية الصغيرة جدا وتشمل:
- قاطع التيار المنزلي (RCD): يحدد عدم إتزان التيار ولكنه لا يوفر حماية ضد زيادة التيار.
- قاطع التيار المنزلي مع حماية ضد زيادة التيار (RCBO): يدمج بين خصائص قاطع التيار المنزلي و قاطع التيار منخفض الجهد. في الولايات المتحدة الأمريكية وكندا، أجهزة تركيب الوحدة التي تحتوي على حماية ضد الأخطاء الأرضية و زيادة التيار تدعى قواطع الأخطاء الأرضية، وهي عبارة عن أجهزة توفر حماية وقطع للأخطاء الأرضية (ليست حماية ضد زيادة التحميل).
- قاطع التيار الأرضي المسرب (ELCB): هذا النوع يحدد التيار في السلك الأرضي مباشرة أكثر من تحديد عدم الإتزان. ولم يعد يتم تركيبه في الأجهزة الحديثة لأنه لا يستطيع تحديد الظروف الخطيرة والتي يعود بها التيار إلى الأرض بواسطة طريق آخر فمثلا من خلال انسان واقف على الأرض أو خلال أنابيب المياه.
- معيد الغلق (ريكلوزر): نوع من قاطع التيار والذي يغلق تلقائيا بعد تأخير معين. ويستخدم في أنظمة توزيع الطاقة الكهربائية لمنع الأخطاء ذات المدة القصيرة من التسبب في خروج وحدات.
- المصهر المتعدد: جهاز صغير يتم وصفه غالبا بمصهر إعادة بدأ أوتوماتيكي أكثر من قاطع تيار.